# Jens Peter Laursen
Jens Peter Martinus Laursen (Tulstrup, Skanderborg, 1 de gener de 1888 – Frederiksberg, 23 de maig de 1967) va ser un gimnasta artístic danès que va competir a començaments del segle xx.
El 1912 va prendre part en els Jocs Olímpics d'Estocolm, on va guanyar la medalla de plata en el concurs per equips, sistema suec del programa de gimnàstica.